# Argenvilliers
Argenvilliers és un municipi francès, situat al departament de l'Eure i Loir i a la regió de Centre – Vall del Loira. L'any 2007 tenia 367 habitants.

## Demografia

### Població
El 2007 la població de fet d'Argenvilliers era de 367 persones. Hi havia 146 famílies, de les quals 40 eren unipersonals (24 homes vivint sols i 16 dones vivint soles), 47 parelles sense fills, 47 parelles amb fills i 12 famílies monoparentals amb fills.
La població ha evolucionat segons el següent gràfic:
Habitants censats

### Habitatges
El 2007 hi havia 214 habitatges, 147 eren l'habitatge principal de la família, 62 eren segones residències i 5 estaven desocupats. 209 eren cases i 1 era un apartament. Dels 147 habitatges principals, 127 estaven ocupats pels seus propietaris, 20 estaven llogats i ocupats pels llogaters i 1 estava cedit a títol gratuït; 1 tenia una cambra, 9 en tenien dues, 16 en tenien tres, 44 en tenien quatre i 78 en tenien cinc o més. 120 habitatges disposaven pel capbaix d'una plaça de pàrquing. A 64 habitatges hi havia un automòbil i a 72 n'hi havia dos o més.

### Piràmide de població
La piràmide de població per edats i sexe el 2009 era:
| Homes | Edats   | Dones |
| ----- | ------- | ----- |
| 0     | 95 o +  | 0     |
| 0     | 90 a 94 | 0     |
| 0     | 85 a 89 | 0     |
| 0     | 80 a 84 | 0     |
| 4     | 75 a 79 | 0     |
| 8     | 70 a 74 | 0     |
| 16    | 65 a 69 | 12    |
| 12    | 60 a 64 | 28    |
| 16    | 55 a 59 | 12    |
| 8     | 50 a 54 | 8     |
| 16    | 45 a 49 | 0     |
| 12    | 40 a 44 | 12    |
| 16    | 35 a 39 | 16    |
| 4     | 30 a 34 | 16    |
| 8     | 25 a 29 | 4     |
| 4     | 20 a 24 | 4     |
| 4     | 15 a 19 | 20    |
| 12    | 10 a 14 | 12    |
| 8     | 5 a 9   | 12    |
| 0     | 0 a 4   | 4     |

## Economia
El 2007 la població en edat de treballar era de 229 persones, 169 eren actives i 60 eren inactives. De les 169 persones actives 153 estaven ocupades (89 homes i 64 dones) i 16 estaven aturades (10 homes i 6 dones). De les 60 persones inactives 22 estaven jubilades, 19 estaven estudiant i 19 estaven classificades com a «altres inactius».

### Ingressos
El 2009 a Argenvilliers hi havia 138 unitats fiscals que integraven 357,5 persones, la mediana anual d'ingressos fiscals per persona era de 17.076 €.

### Activitats econòmiques
Dels 17 establiments que hi havia el 2007, 1 era d'una empresa extractiva, 2 d'empreses de fabricació d'altres productes industrials, 3 d'empreses de construcció, 3 d'empreses de comerç i reparació d'automòbils, 1 d'una empresa de transport, 1 d'una empresa d'hostatgeria i restauració, 2 d'empreses immobiliàries i 4 d'empreses de serveis.
Dels 3 establiments de servei als particulars que hi havia el 2009, 1 era un paleta, 1 lampisteria i 1 electricista.
L'any 2000 a Argenvilliers hi havia 28 explotacions agrícoles que ocupaven un total de 896 hectàrees.

## Equipaments sanitaris i escolars
El 2009 hi havia una escola elemental integrada dins d'un grup escolar amb les comunes properes formant una escola dispersa.

## Poblacions més properes
El següent diagrama mostra les poblacions més properes.